# Zephyr (réacteur)
Zephyr (pour Zero power Experimental PHYsics Reactor)  est un réacteur nucléaire de recherche français de très faible puissance, en projet sur le centre de Cadarache.
Zephyr est destiné à prendre le relais des deux réacteurs Eole et Minerve, dont il intègrerait les spécificités. En 2014, le commissariat à l'Énergie atomique (CEA) a commencé la phase de design préliminaire du bâtiment et du cœur nucléaire de Zephyr.
En avril 2015, l’université Ben Gourion du Néguev en Israël et le CEA ont signé un accord de collaboration scientifique autour de l'installation expérimentale nommée Zephyr. Le démarrage du réacteur est alors prévu début 2020.
Fin 2017, le CEA recherche toujours des partenaires, et réajuste son projet avec pour objectif une implantation sur le centre de Cadarache à l'horizon 2028.